# Dielocroce baudii
Dielocroce baudii är en insektsart som först beskrevs av Griffini 1895.  Dielocroce baudii ingår i släktet Dielocroce och familjen Nemopteridae. Inga underarter finns listade i Catalogue of Life.